# Paz de Turín (1381)
La Paz de Turín firmado el 8 de agosto de 1381, puso fin a la Guerra de Chioggia, una de las guerras más duras y largas de la Guerra veneciano-genovesa. Ni la República de Venecia ni la República de Génova lograron obtener alguna ventaja, y Venecia perdió temporalmente algunos territorios. Sin embargo, Génova fue especialmente afectada, y Venecia estaba emergiendo triunfante en su larga lucha con Génova sobre el comercio mediterráneo.

## Disposiciones
A través de la mediación del conde de Saboya, Amadeo VI, las dos partes hicieron un tratado de paz en Turín. No ofrecía ventaja formal para Génova o Venecia, y en realidad Venecia perdió algunos territorios: Conegliano fue ocupada por Austria, Treviso fue tomada por los Carraresi, Tenedos cayó ante el Imperio bizantino, Trieste ante el Patriarcado de Aquilea y también perdió el control de Dalmacia ante Hungría.
La Paz de Turín, constó de cuatro tratados por separado. Mediante el tratado entre Venecia y Hungría se acordó que los venecianos debían pagar siete mil ducados a la corona húngara cada año, los húngaros por su lado no se debían navegar en cualquier río que desembocara en el mar Adriático, entre el Cabo Palmentaria y Rímini, y que los comerciantes dálmatas no debían comprar productos en Venecia con un valor superior a 35.000 ducados. Se dispuso entre Venecia y Génova, que la isla de Ténedos iba a ser entregado al conde de Saboya, y se hizo inhabitable, con todos los edificios siendo arrasados. Los venecianos se comprometieron a no apoyar al rey de Chipre.
Venecia también firmó tratados con Padua y Trieste. Con Padua, sin embargo, se acordó que las conquistas debían ser entregadas a ambos lados, y con Trieste, que Trieste debía ser libre, pagando un tributo anual al dux. Los resultados generales de la guerra habían sido para privar a Venecia de sus posesiones en el continente y destruir la flota de Génova y sus recursos.

## Resultados
Aunque a primera vista el tratado no parecía muy favorable para Venecia, en realidad marcó el exitoso final de la larga competencia de Venecia con Génova, para lo cual el tratado fue mejor que una victoria pírrica. Génova, devastada por la pérdida de su flota, no volvería a levantarse, sus barcos no se habían visto en el mar Adriático después de Turín. Venecia se vio debilitada por la guerra, pero Génova fue paralizada. Venecia recuperó gran parte de sus pérdidas territoriales en las siguientes décadas, e hizo otras ganancias. Aún más importante, con el tiempo, Venecia utilizaría su monopolio en el Mediterráneo para reconstruirse a sí mismo, mientras que Génova, dividido por luchas internas, permaneció a la sombra de Venecia.